# Senyoria de Parthenay

Escut

La senyoria de Parthenay fou una jurisdicció feudal d'Aquitània, un feu del comtat de Poitou. La primera nissaga fou coneguda com els senyors de Parthenay l'Arquebisbe a partir de 1140, perquè descendien de Joscelí II de Parthenay, arquebisbe de Bordeus al segle xi. Controlaven una part important de Poitou el que els feia poderosos i sovint rebels.

## Senyors de Parthenay
- Joscelin I de Parthenay (†1012), citat el 1012
- Guillem I (†1058), de vers 1021 a 1058
- Joscelí II (†1086), fill, de 1058 a 1059, va entrar en religió i va esdevenir arquebisbe de Bordeus; la família va agafar després el mal nom de l'Arquebisbe.
- Simon I (1047 †1075), veguer en nom del seu germà Joscelí II, casat a Melisenda de Lusignan, filla d'Hug V de Lusignan, senyor de Lusignan
- Gelduí (†1093) i Ebbó de Parthenay (†1110), governen conjuntament com successors de Joscelí II
- Guillem II, fill de Simó I, succeí a Ebbó, mort el 1110, tresorer de l'abadia de Saint-Hilaire de Poitiers
- Simó II de Parthenay (†1121), veguer de son germà Guillem II
- Guillem III (†1140) successor del seu pare Simó II, primer a portar el malnom de L'Arquebisbe.
- Guillem IV (†1182) successor del seu pare Guillem III.
- Hug I (†1218) successor del seu pare Guillem IV.
- Guillem V (†1243) successor de son père Guillem V, excomunicat el 1220.
- Hug II (†1271) senyor de Parthenay el 1243, casat amb Valença de Lusignan el 1247 va heretar uns anys després les castellanies de Jofré II de Lusignan, oncle de la seva dona.
- Guillem VI (vers 1255-1315)
- Joan I († 1 de maig de 1358) va succeir al seu pare el 1322.

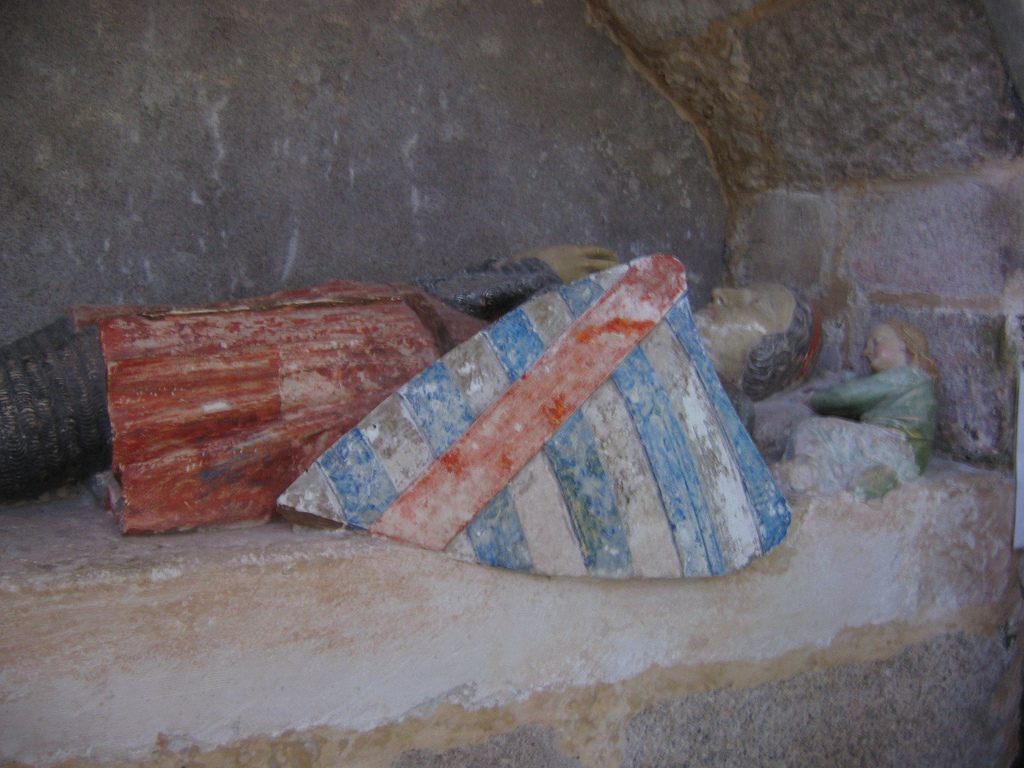
Tomba de Guillem VII de Parthenay a l'església de Sainte-Croix a Parthenay

- Guillem VII (†1401) va succeir al seu pare Joan I
- Joan II (†1427) va succeir al seu pare Guillem VII, es va casar amb Brunissenda de Périgord però no va tenir fills. Els feus li foren confiscats per felonia però més tard li foren retornats el 1419 i els va vendre al delfí Carles.
- Artur de Richemont (1393 †1458), després duc de Bretanya i conestable de França que va rebre Parthenay per concessió reial el 1415 però annul·lada el 1419 i finalment ratificada el 1427.
- Jean de Dunois, anomenat el Bastard d'Orléans (1402 †1468), comte de Dunois.
- Francesc I d'Orléans (†1491), comte de Dunois i de Longueville, fill.
- Francesc II, comte de Dunois (1491-1513)
- Lluís I, comte de Dunois (1513-1516)
- Louis II, comte de Dunois (1516-1536)
- Francesc III, comte de Dunois (1536-1551)
- Leonor d'Orléans (1551-1573)
- Enric I (1573-1595)
- Enric II (1595-1641)